# Yeşilkaya, Dereli
Yeşilkaya là một xã thuộc huyện Dereli, tỉnh Giresun, Thổ Nhĩ Kỳ. Dân số thời điểm năm 2011 là 529 người.